# Mahadevapura
Mahadevapura è una città dell'India di 135.597 abitanti, situata nel distretto di Bangalore Urbana, nello stato federato del Karnataka. In base al numero di abitanti la città rientra nella classe I (da 100.000 persone in su).

## Geografia fisica
La città è situata a 12° 59' 26 N e 77° 41' 03 E.

## Società

### Evoluzione demografica
Al censimento del 2001 la popolazione di Mahadevapura assommava a 135.597 persone, delle quali 72.803 maschi e 62.794 femmine. I bambini di età inferiore o uguale ai sei anni assommavano a 16.225, dei quali 8.321 maschi e 7.904 femmine. Infine, coloro che erano in grado di saper almeno leggere e scrivere erano 99.049, dei quali 57.341 maschi e 41.708 femmine.